# Gemeenschapsinstelling voor Bijzondere Jeugdbijstand De Kempen
De Gemeenschapsinstelling voor Bijzondere Jeugdbijstand De Kempen is een Belgische gemeenschapsinstelling voor Bijzondere Jeugdbijstand gelegen te Mol.

## Historiek
In 1878 kochten de Broeders van Liefde twee panden (de Zwaan en het Secretarishuis) in de gemeente en opende een kostschool. Een jaar later werd er een normaalschool toegevoegd en in 1884 werd de kapel gewijd. In 1893 werd de school verkocht aan de overheid en deze voegde een derde pand (Sint-Joris) toe. De gevels werden afgebroken en vervangen en er werd een Weldadigheidsschool in ondergebracht (Koninklijk Besluit van 29 januari 1894). Deze werd later omgevormd tot het Rijksopvoedingsgesticht (KB van 16 april 1923). Later werd deze hervormd naar Gemeenschapsinstelling De Kempen met twee campussen, met name De Markt en De Hutten.